# Опструкция
„Опструкция“ (на македонска литературна норма: Опструкција) е прогресивна рок група от Скопие, Северна Македония, формирана в 1999 г.
Имат издаден един албум, наречен „Систем“. Групата не е активна. Сред песните от албума са „Одам“ и „Лет во празно“. Видео е записано към песента „Одам“. „Лет во Празно“ беше издадена в компилация „Преку таквото“.
В 2007 година, десет песни на груата са включен на редки CD издание „Колекторска едиция“.